# Albumy numer jeden w roku 1951 (USA)
Lista najlepiej sprzedających się albumów w Stanach Zjednoczonych w 1951 tworzona przez magazyn Billboard.

## Historia notowania
| Data publikacji | Album                                              | Artysta           |
| --------------- | -------------------------------------------------- | ----------------- |
| 6 stycznia      | Merry Christmas                                    | Bing Crosby       |
| 13 stycznia     | South Pacific                                      | Original Cast     |
| 20 stycznia     | South Pacific                                      | Original Cast     |
| 27 stycznia     | South Pacific                                      | Original Cast     |
| 3 lutego        | South Pacific                                      | Original Cast     |
| 10 lutego       | South Pacific                                      | Original Cast     |
| 17 lutego       | South Pacific                                      | Original Cast     |
| 24 lutego       | South Pacific                                      | Original Cast     |
| 3 marca         | South Pacific                                      | Original Cast     |
| 10 marca        | South Pacific                                      | Original Cast     |
| 17 marca        | Guys and Dolls                                     | Original Cast     |
| 24 marca        | South Pacific                                      | Original Cast     |
| 31 marca        | South Pacific                                      | Original Cast     |
| 7 kwietnia      | South Pacific                                      | Original Cast     |
| 14 kwietnia     | South Pacific                                      | Original Cast     |
| 21 kwietnia     | South Pacific                                      | Original Cast     |
| 28 kwietnia     | Voice of the Xtabay                                | Yma Sumac         |
| 5 maja          | Voice of the Xtabay                                | Yma Sumac         |
| 12 maja         | Voice of the Xtabay                                | Yma Sumac         |
| 19 maja         | Voice of the Xtabay                                | Yma Sumac         |
| 26 maja         | Voice of the Xtabay                                | Yma Sumac         |
| 2 czerwca       | Voice of the Xtabay                                | Yma Sumac         |
| 9 czerwca       | Mario Lanza Sings Selections from the Great Caruso | Mario Lanza       |
| 16 czerwca      | Mario Lanza Sings Selections from the Great Caruso | Mario Lanza       |
| 23 czerwca      | Mario Lanza Sings Selections from the Great Caruso | Mario Lanza       |
| 30 czerwca      | Mario Lanza Sings Selections from the Great Caruso | Mario Lanza       |
| 7 lipca         | Mario Lanza Sings Selections from the Great Caruso | Mario Lanza       |
| 14 lipca        | Mario Lanza Sings Selections from the Great Caruso | Mario Lanza       |
| 21 lipca        | Mario Lanza Sings Selections from the Great Caruso | Mario Lanza       |
| 28 lipca        | Mario Lanza Sings Selections from the Great Caruso | Mario Lanza       |
| 4 sierpnia      | Mario Lanza Sings Selections from the Great Caruso | Mario Lanza       |
| 11 sierpnia     | Mario Lanza Sings Selections from the Great Caruso | Mario Lanza       |
| 18 sierpnia     | Show Boat                                          | Ścieżka dźwiękowa |
| 25 sierpnia     | Show Boat                                          | Ścieżka dźwiękowa |
| 1 września      | Show Boat                                          | Ścieżka dźwiękowa |
| 8 września      | Show Boat                                          | Ścieżka dźwiękowa |
| 15 września     | Show Boat                                          | Ścieżka dźwiękowa |
| 22 września     | Show Boat                                          | Ścieżka dźwiękowa |
| 29 września     | Show Boat                                          | Ścieżka dźwiękowa |
| 6 października  | Show Boat                                          | Ścieżka dźwiękowa |
| 13 października | Show Boat                                          | Ścieżka dźwiękowa |
| 20 października | Show Boat                                          | Ścieżka dźwiękowa |
| 27 października | Show Boat                                          | Ścieżka dźwiękowa |
| 3 listopada     | Show Boat                                          | Ścieżka dźwiękowa |
| 10 listopada    | Show Boat                                          | Ścieżka dźwiękowa |
| 17 listopada    | Show Boat                                          | Ścieżka dźwiękowa |
| 24 listopada    | Show Boat                                          | Ścieżka dźwiękowa |
| 1 grudnia       | Show Boat                                          | Ścieżka dźwiękowa |
| 8 grudnia       | Show Boat                                          | Ścieżka dźwiękowa |
| 15 grudnia      | Show Boat                                          | Ścieżka dźwiękowa |
| 22 grudnia      | Mario Lanza Sings Christmas Songs                  | Mario Lanza       |
| 29 grudnia      | Mario Lanza Sings Christmas Songs                  | Mario Lanza       |